# Privatbrauerei Herrenhausen

Firmengelände in Herrenhausen

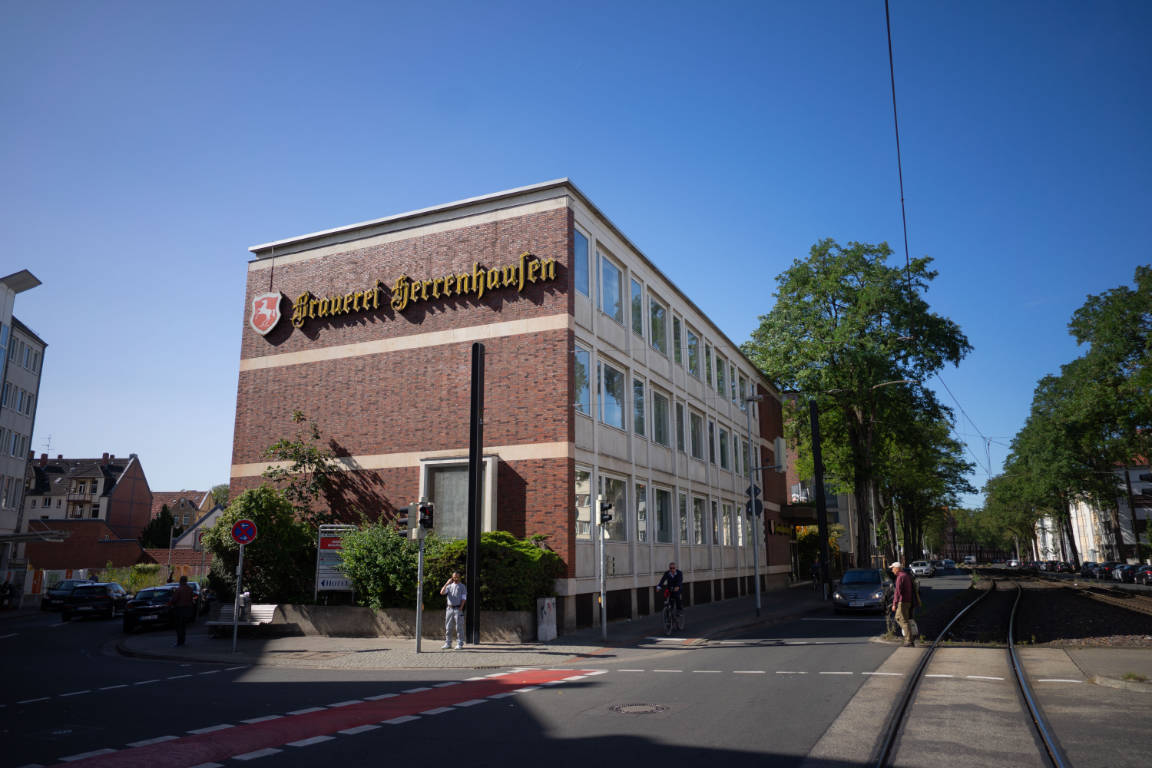
Verwaltungsgebäude in Herrenhausen

Die Privatbrauerei Herrenhausen GmbH ist eine Brauerei in Hannover-Herrenhausen. Sie wurde 1868 gegründet und ist heute im Besitz der Familie Schulz-Hausbrandt.

## Unternehmensbeschreibung
Das Bier wird auch Herri genannt. Im Logo der Marke befindet sich als Motiv das Niedersachsenross.

## Geschichte
Das Stammunternehmen Brauerei Wölffer & Wedekind Herrenhausen wurde 1868 gegründet, 1880 erfolgte die Umfirmierung in Aktiengesellschaft Vereinsbrauerei Herrenhausen. Vier Jahre später wurde in Herrenhausen das erste Bier nach Pilsener Brauart gebraut. 1889 wurden erstmals Aktien des Unternehmens an der hannoverschen Börse gehandelt.
Drei Jahre später als die Brauerei Wölffer & Wedekind wurde 1871 die Hannoversche Actien-Brauerei gegründet; diese fusionierte 1906 mit der nunmehrigen Vereinsbrauerei, die Braustätte der Actien Brauerei wurde stillgelegt.
1913 gewann die Herrenhäuser Brauerei einen Rechtsstreit gegen die Stadt Pilsen, die gegen die Bezeichnung „Herrenhäuser Pilsener“ klagte.
1917 bildete die Vereinsbrauerei Herrenhausen gemeinsam mit den ebenfalls in Hannover ansässigen Brauereien Städtische Lagerbier-Brauerei und Lindener Aktien-Brauerei ein Konsortium, durch das ein – erfolgreiches – Übernahmeangebot den Anteilseignern der Germania-Brauerei unterbreitet wurde. Auch an weiteren Brauereiankäufen war die Brauerei beteiligt.
1961 wurde der Export von Flaschen- und Dosenbier nach Übersee aufgenommen; 1963/64 überstieg der Bierausstoß die 300.000 Hektoliter-Marke, die Brauerei wurde in eine GmbH umfirmiert. Das 100-jährige Bestehen feierte die „Herrenhäuser Brauerei“ 1968, im gleichen Jahr wurden Bierkästen aus Kunststoff eingeführt und sämtliche Flaschen mit Bügelverschluss abgeschafft. 1984 erfolgte die Änderung der Gesellschaftsform von einer GmbH in eine Kommanditgesellschaft mit Jürgen Middendorff als persönlich haftendem Gesellschafter.
1990 übernahm Manfred Middendorff die alleinige Geschäftsführung, drei Jahre darauf feierte das Unternehmen sein 125-jähriges Bestehen. 1994 führte die Brauerei als erste in Norddeutschland schon gemixtes Alsterwasser ein, und 1997 wurden neue Produkte in den Markt eingeführt, wie das Herrenhäuser ICEBEER und das Herrenhäuser Weizenbier.
2006 kam das Herrenhäuser Märzen 2006 auf den Markt, die Firma wurde am 1. Oktober von der Brauerei Herrenhausen KG in die Brauerei Herrenhausen GmbH & Co.KG umfirmiert, zudem wurde eine neue Flaschenabfüllanlage in Betrieb genommen sowie die Energieversorgung des Kesselhauses und der Kälteanlagen saniert und erneuert. Zu Jahresanfang 2007 kam das Exportbier Hannovers Stolz auf den Markt.
Die Herrenhäuser Brauerei befand sich längere Zeit in wirtschaftlichen Schwierigkeiten, worauf die Firmenleitung unter anderem mit der Auflösung der Brauerei in mehrere unabhängig voneinander operierende Teilgesellschaften (Outsourcing) reagierte. Am 30. April 2010 eröffnete das Amtsgericht Hannover auf Antrag des Finanzamts Hannover Nord und anderer Gläubiger das Insolvenzverfahren.
Betroffen waren die Tochterfirmen MVL Marketing-, Vertriebs- und Logistik GmbH und die Herrenhäuser Produktions- und Technik GmbH. Zwischenzeitlich befand sich das Unternehmen in einer „Planinsolvenz“, bei der der damalige Inhaber Manfred Middendorff unter Aufsicht des Konkursgerichts das operative Tagesgeschäft weiterführte. Am 20. Oktober 2010 wurde auf der Gläubigerversammlung der Verkauf des Unternehmens an die Familie Schulz-Hausbrandt, Inhaber der Privatbrauerei Wittingen GmbH für ca. 16 Millionen Euro beschlossen. Die Firma lautete nun Privatbrauerei Herrenhausen.

## Produkte

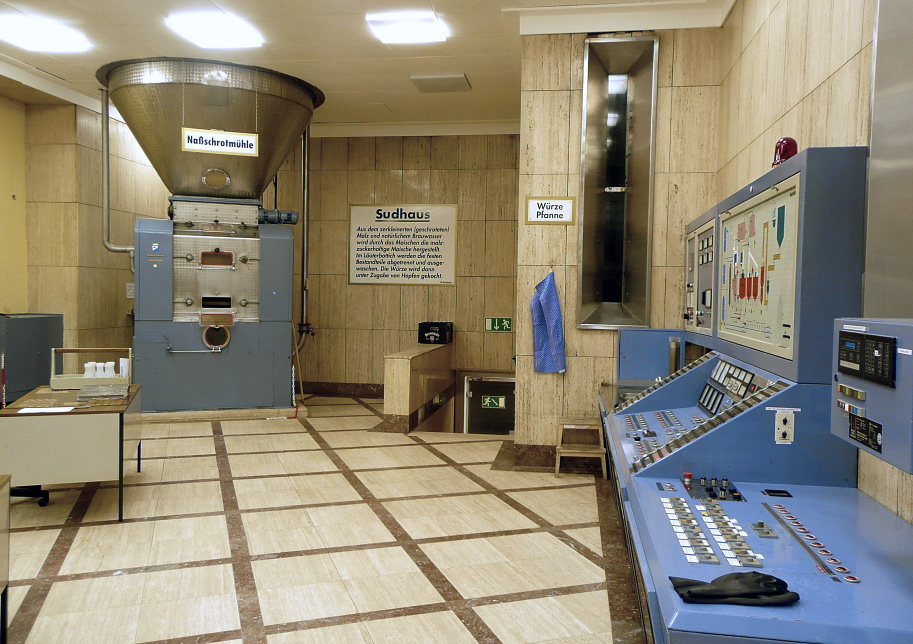
Sudhaus der Brauerei

Die Brauerei verkauft heute jährlich ca. 137.500 Hektoliter folgender Biere: Die Marken sind u. a. Herrenhäuser
Lüttje Lage, "Hannoversches Festbier" und  Hannover Helles.

### Ausstoßentwicklung
| Bierausstoß der Privatbrauerei Herrenhausen in hl | Bierausstoß der Privatbrauerei Herrenhausen in hl | Bierausstoß der Privatbrauerei Herrenhausen in hl | Bierausstoß der Privatbrauerei Herrenhausen in hl | Bierausstoß der Privatbrauerei Herrenhausen in hl |
| ------------------------------------------------- | ------------------------------------------------- | ------------------------------------------------- | ------------------------------------------------- | ------------------------------------------------- |
|                                                   |                                                   |                                                   |                                                   |                                                   |
| 2010                                              | 2010                                              |                                                   | 91.000                                            | 91.000                                            |
| 2011                                              | 2011                                              |                                                   | 105.000                                           | 105.000                                           |
| 2012                                              | 2012                                              |                                                   | 120.000                                           | 120.000                                           |
| 2013                                              | 2013                                              |                                                   | 125.000                                           | 125.000                                           |
| 2014                                              | 2014                                              |                                                   | 128.500                                           | 128.500                                           |
| 2015                                              | 2015                                              |                                                   | 129.500                                           | 129.500                                           |
| 2016                                              | 2016                                              |                                                   | 135.500                                           | 135.500                                           |
| 2017                                              | 2017                                              |                                                   | 143.100                                           | 143.100                                           |
| 2018                                              | 2018                                              |                                                   | 138.500                                           | 138.500                                           |
| 2019                                              | 2019                                              |                                                   | 138.479                                           | 138.479                                           |
|                                                   |                                                   |                                                   |                                                   |                                                   |

## Sponsoring
Die Brauerei ist Hauptsponsor bei dem Kufen-Traditionsclub EC Hannover Indians und unterstützt unter anderem die Vereine SV Odin Hannover und SV 1908 Ricklingen (Rugby) und Bissendorfer Panther (Inline-Hockey). Darüber hinaus ist sie auf zahlreichen großen Veranstaltungen präsent, wie dem Schützenfest Hannover, dem Frühlings- und Oktoberfest und dem Maschseefest.